# فری لیوندال
فری لیوندال (انگلیسی: Frej Liewendahl; ۲۲ اکتبر ۱۹۰۲ – ۳۱ ژانویهٔ ۱۹۶۶) دونده دو نیمه‌استقامت اهل فنلاند بود.
وی در مسابقات کشوری و بین‌المللی در مجموع برندهٔ ۱ مدال طلا شده‌است.